# Valloirette
La Valloirette est une rivière de Savoie, un sous-affluent du Rhône par l'Arc et l'Isère.
Elle tire son nom de Valloire, commune qu'elle traverse du sud au nord.

## Géographie
Longue de 22,8 km, entièrement située sur la commune de Valloire en partie haute, elle marque la limite entre les communes de Montricher-Albanne et de Valloire, en partie basse. Elle prend sa source à 2 125 m d'altitude au lac des Mottets (alimenté par les ruisseaux de la Ponsonnière et des Cerces), elle termine sa course dans l'Arc, à 688 m d'altitude.

## Aménagement hydroélectrique
Une galerie souterraine de 4,1 km de longueur conduit une grande partie des eaux de la Valloirette depuis le barrage du Lay (45° 11′ 01″ N, 6° 25′ 54″ E, altitude : 1 294 m) pour les déverser dans la conduite forcée menant à la centrale hydroélectrique de Calypso (45° 13′ 27″ N, 6° 26′ 54″ E, altitude : 688 m).

## Affluents
Les principaux affluents de la Valloirette, de l'amont vers l'aval :

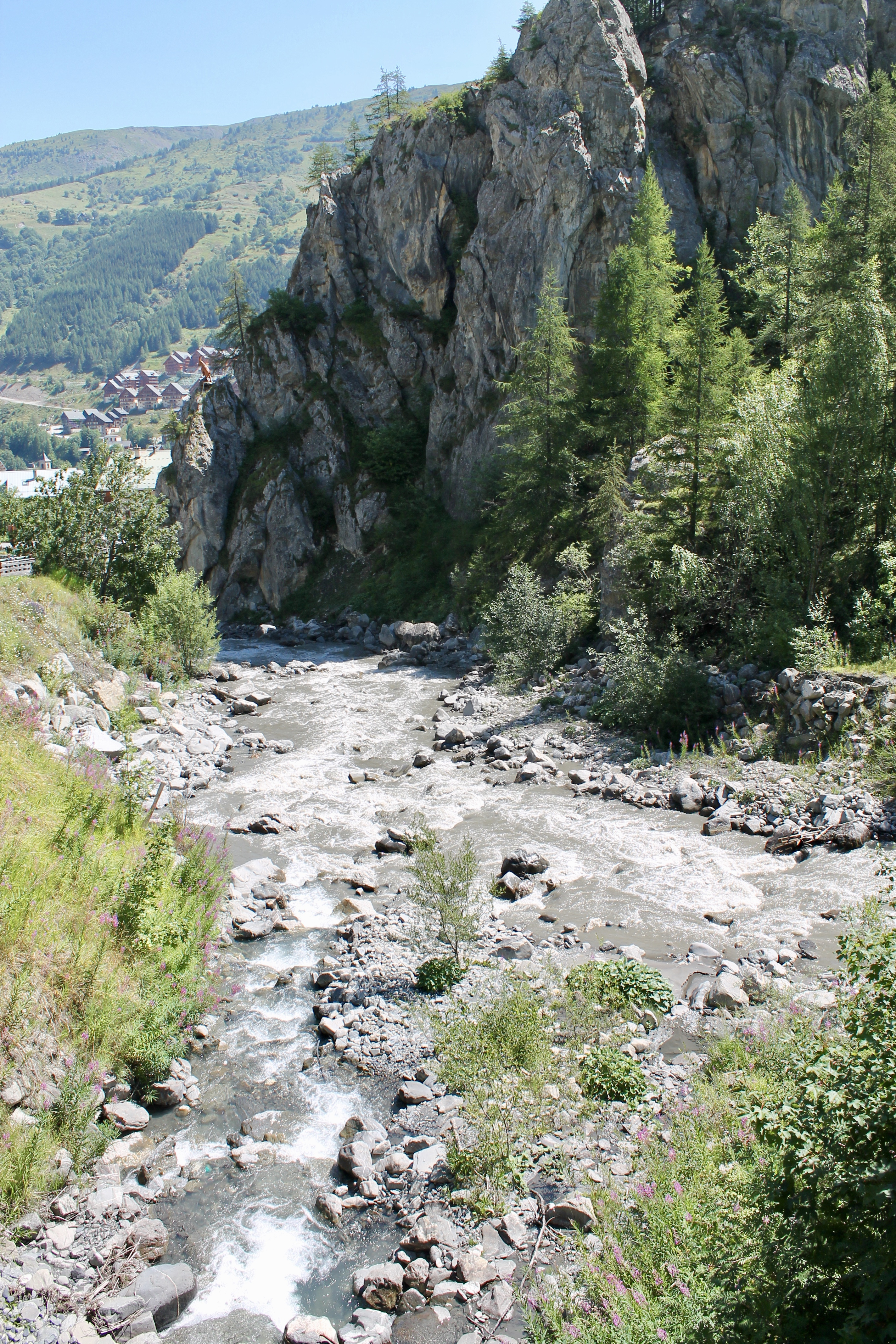
Ruisseau de Pémian (en bas, à gauche) se jetant dans La Valloirette (en haut) à La Borgé.

- Le ruisseau de la Jargette (rive droite)
- Le torrent de la Lauzette, provenant de la combe de Mortavieille (rive gauche, confluent à la Charmette)
- Le torrent de Bonnenuit (rive droite)
- Le torrent des Aiguilles, provenant des aiguilles d'Arves (rive gauche)
- Le ruisseau du Grand Bégan (rive gauche)
- Le Rio Benoit, provenant de la Combe de Beaujournal (rive gauche, confluent aux Verneys)
- Le Rio Pessin, provenant des gorges de l'Enfer, puis ruisseau de Pémian (rive gauche, confluent à la Borgé)
- La Neuvachette, provenant de la vallée de l'Aiguille Noire (rive droite, confluent aux Chaudannes)
- Le ruisseau des Granges (rive droite)
- Le torrent des Villards (rive gauche, confluent sous le barrage du Lay)
- Le ruisseau des Moulins, provenant de la commune de Montricher-Albanne (rive gauche)